# Краснопольская сельская община (Винницкая область)
Не путать с Краснопольская сельская община (Житомирская область).
Краснопольская сельская община (укр. Краснопільська сільська територіальна громада) — территориальная община на Украине, в Гайсинском районе Винницкой области.
Площадь общины — 178,73 км², население — 4271 житель (2018).

## История
Община образована 9 сентября 2016 путем объединения Краснопольского, Мытковского, Нараевского сельских советов Гайсинского района и Кивачевского, Тополевского сельских советов бывшего Теплицкого района.
12 июня 2020 года по распоряжению Кабинета министров Украины Краснопольское сельская община образована в составе Грановского, Грузского, Краснопольского, Митковского, Михайловского, Нараевского сельских советов Гайсинского района и Кивачевского, Тополевского сельских советов бывшего Теплицкого района.

## Населенные пункты
В состав общины входят 1 поселок (Дубина) и 12 сел: Гранов, Грузское, Кивачовка, Краснополка, Мытков, Михайловка, Нараевка, Степное, Тишковка, Тишковская Слобода, Тополевка и Цвилиховка.